# Sclerocroton
Genre
Classification phylogénétique
Sclerocroton est un genre de plantes à fleurs de la famille des Euphorbiaceae. Il regroupe 8 espèces originaires pour cinq d'entre elles d'Afrique continentale et une sixième de Madagascar.

## Espèces[1]
- Sclerocroton carterianus (J.Léonard) Kruijt & Roebers
- Sclerocroton cornutus (Pax) Kruijt & Roebers
- Sclerocroton ellipticus Hochst.
- Sclerocroton integerrimus Hochst.
- Sclerocroton melanostictus (Baill.) Kruijt & Roebers
- Sclerocroton oblongifolius (Müll.Arg.) Kruijt & Roebers
- Sclerocroton reticulatus Hochst.
- Sclerocroton schmitzii (J.Léonard) Kruijt & Roebers